# Carlos de Oliveira (Schriftsteller)
Carlos Alberto Serra de Oliveira (* 10. August 1921 in Belém, Brasilien; † 1. Juli 1981 in Lissabon), bekannt als Carlos de Oliveira, war ein portugiesischer Schriftsteller und Übersetzer. Er verfasste Romane, Crônicas, also kurze Texte, die zur Veröffentlichung in Zeitschriften gedacht waren, sowie Lyrik und gilt als einer der bedeutendsten Autoren des portugiesischen Neorealismus.

## Leben
Oliveira wurde 1921 in der brasilianischen Stadt Belém im Bundesstaat Pará als Sohn portugiesischer Emigranten geboren. 1923 zog die Familie nach Febres in Portugal zurück, eine von Armut, Kindersterblichkeit und Auswanderung geprägte Gemeinde, in der der Vater den Beruf des Arztes ausübte. Oliveira gehörte von Anfang an zur Bewegung der Neorealisten und machte aus seiner marxistischen Grundhaltung kein Hehl, auch wenn er nie Mitglied des Partido Comunista Português war. Schon 1942 veröffentlichte er seinen ersten Gedichtband, 1943 seinen ersten Roman Casa na Duna. 1947 schloss Carlos de Oliveira sein Studium der Geschichte und Philosophie an der Universität Coimbra in Philosophie und Geschichte mit einer Arbeit über die neorealistische Ästhetik ab. 1949 heiratete er, 1950 zog er nach Lissabon.
Am 1. Juli 1981 starb Carlos de Oliveira in Lissabon. Sein Andenken wird u. a. im Museu do Neo-Realismo in Vila Franca de Xira gepflegt.

## Werk
Die portugiesischen Neorealisten wandten sich gegen die in den 1920er und 1930er Jahren bei den um die Zeitschrift Presença gruppierten Schriftstellern vorherrschende symbolistisch-ästhetizistische Formensprache, die die Individualität und Empfindsamkeit des Autors hervorheben sollte. Oliveira polemisierte vor allem gegen Fernando Pessoas Flucht in den Individualismus, die Entzeitlichung (intemporalizá-lo) der Menschen und ihre Herauslösung aus ihrem Milieu. Seine realistisch-pessimistischen Romane zeigen die sozialen Abhängigkeiten einer armen und verknöcherten ständischen Gesellschaft im Estado Novo, der Diktatur Salazars, auf. Sie bieten in ihrem Fatalismus und mit der Vorstellung, dass die Menschen den geschichtlichen Einflüssen unterworfen seien, keinerlei Lösung an, vermeiden jedoch den Schematismus und die didaktischen Absichten anderer Neorealisten und waren dadurch für die Zensur wenig angreifbar.
Schon sein Erstlingswerk Casa na Duna (Haus auf der Düne, 1943) fand Bewunderung auch bei den Autoren und Theoretikern der Presença-Gruppe. Ihr Wortführer João Gaspar Simões musste anerkennend konstatieren, dass die Darstellung des ökonomischen Hintergrunds die psychologische Echtheit (verdade) der Figuren nicht zerstöre, und sah seine eigenen Prinzipien in dem Werk verwirklicht. Der Roman handelt von einer Landbesitzerfamilie, für die die Metapher des Hauses (casa) steht. Er zeigt die Perspektivlosigkeit der Bauern, die vor einer Modernisierung der Landwirtschaft zurückschrecken, weil sie nicht wissen, ob ihre Kinder den Betrieb fortführen können oder wollen.
Schauplatz aller fünf Romane ist Gândara, eine sandige Küstenregion im Norden Portugals, die von Oliveira in Micropaisagem als „mondähnlich“ beschrieben wurde, mit einem aufstrebenden kleinstädtischen Zentrum im Hinterland, bei dem der Autor wohl Cantanhede im Blick hatte. Hier stoßen alte und neue Lebensformen, Moral und Liberalität aufeinander.
Alcateia (Rudel, 1944) spielt in einer Mikrogesellschaft, die nach außen abgeschottet ist wie ganz Portugal zur Zeit des Estado Novo. Die Zeit scheint stehengeblieben zu sein. Im Zentrum stehen die Konflikte einer Diebesbande. Leandro, ein einfacher Bauer, tötet den reichen Emporkömmling Lourenção, weil dieser seine Tochter vergewaltigt hat. Leandro wird von korrupten Beamten gejagt, die Ländereien Lourençãos, die sich dieser auf wenig ehrbare Weise angeeignet hat, fallen an den Staat. Hier zeigt sich, dass innerhalb der herrschenden Klasse ein erbarmungsloser Konkurrenzkampf herrscht. Das Buch erschien 1945 in einer zweiten Auflage; es wurde von der politischen Polizei beschlagnahmt.
Pequenos Burgueses (Kleinbürger, 1948) schildert mit großem Sarkasmus ein Netz von Liebes- und Familienbeziehungen, die gekennzeichnet sind durch Manien, Traumata, Psychosen der Akteure, durch ihre Geldgier, Doppelzüngigkeit und Geheimniskrämerei. Die in der zerfallenden Agrargesellschaft durch Maultier- und Pferdehandel oder Gründung eines Kaufhauses aufgestiegenen Kleinbürger und die Beamten und kleinen Privatangestellten leben für den schönen Schein, was sie nicht glücklicher macht; sie verlieren, betrügen und gewinnen beim Kartenspiel. Leidtragende sind vor allem die Frauen. Die Gefahr einer kommunistischen Revolution scheint weit entfernt zu sein; die politische Polizei holt allerdings ab und zu jemanden ab, ohne dass das besonders notiert wird, und auch Gerüchte über spanische und deutsche Agenten wirken im Jahr 1943 nicht besonders beunruhigend. Die Vieldeutigkeit und Ambiguität des Erzählens und der Quellen des Berichteten vereint genaue Beobachtung mit psychologischem Realismus und Satire. Wer gerade spricht oder denkt, erschließt sich nur bei äußerst konzentriertem Lesen: Der Text wechselt abrupt von der ersten zur dritten Person. Alle Erzählformen, die die Erzähltheorie von Gérard Genette kennt, sind hier vertreten:
Oliveiras Roman Uma Abelha na Chuva (1953; dt. „Eine Biene im  Regen“ 1989) gilt als einer der bedeutendsten portugiesischen Romane des 20. Jahrhunderts. Er wurde 1973 von Fernando Lopes verfilmt und war seit den 1990er Jahren Pflichtlektüre in portugiesischen Schulen. Unter der Oberfläche einer statischen Gesellschaft ohne Zukunftshoffnungen brodeln Leidenschaften und Alpträume. Ein bigotter Landbesitzer und Händler wird aus Eifersucht und wegen seiner Minderwertigkeitsgefühle zum Anstifter eines Mordes an seinem Kutscher, dessen Geliebte sich aus Verzweiflung in einen Brunnen stürzt.
Zu den Techniken und Stilmitteln Oliveiras zählen der Wechsel von Außen- und Innenperspektive, die symbolische Verdichtung, Metaphern und Metonyme (häufig wiederkehrend z. B. Wasser und Feuer). Verben, Namen, Satzzeichen werden oft ausgelassen, was den allwissenden Erzähler vergessen lässt: Dieser tritt hinter den Figuren zurück, er will sehen lassen, nicht zeigen, und so entstehen assoziative Bewusstseinsströme der handelnden Personen. Im Vordergrund steht das Innenleben der Subjekte, die aber durch Ereignisse aus der Ferne gesteuert werden. So führt z. B. der Anschluss eines Ortes an ein Straßennetz zu verstärkter kapitalistischer Konkurrenz, die über die provinzielle Gesellschaft hereinbricht. Die Menschen sind machtlos gegen die Verkettung der Ereignisse, die über sie hereinbrechen, oft ähnlich wie in einer griechischen Tragödie.
Die Neuauflagen seiner frühen Bücher (1964–1970) wurden von Oliveira stets gründlich redigiert. Durch immer konsequentere Weglassung von räumlichen wie zeitlichen Details und Lokalkolorit sowie die Dominanz der Form über den Inhalt erreicht er eine höhere Verdichtung, größere symbolische Kohärenz und einen rascheren Erzählfluss. Er vermeidet so den Eindruck von Didaktismus und Schematismus. Mit der symbolischen Verdichtung, Verknappung und Verschlüsselung in seinem letzten Werk Finisterra (1978) stößt Oliveira an die Grenzen des realistischen Romans. Wer dort beim Versuch, sein Haus vor Schlamm und wuchernden Pflanzen zu retten, spricht, und in welcher Situation, erschließt sich nur beim extrem konzentrierten Lesen. Man erfährt aber ihre Namen nicht.
Ähnlich konzentriert wie die letzten Fassungen der Romane, aber stärker subjektiv gefärbt ist die Lyrik Oliveiras, wobei man eigentlich von einer lyrischen Prosa sprechen muss. Diese ist viel stärker als die Romane geprägt vom Symbolismus, Surrealismus und sogar vom Kubismus (Oliveira war auch Maler).

## Ehrungen
- Prémio Bordalo in der Kategorie Literatur (1971);
- Prémio Cidade de Lisboa des portugiesischen Schriftstellerverbandes (1978).

## Werk
Lyrik
- Turismo (1942);
- Mãe Pobre (1945);
- Colheita Perdida (1948);
- Descida aos Infernos (1949);
- Terra de Harmonia (1950);
- Cantata (1960);
- Micropaisagem (1968, 1969);
- Sobre o Lado Esquerdo, o Lado do Coração (1968, 1969);
- Entre Duas Memórias (1971);
- Pastoral (1977).

Englischsprachige Auswahl:
- Guernica and other Poems. Guernica Ed. 2004

Romane
- Casa na Duna (1943; 2000);
  - Haus auf der Düne (1989), übersetzt von Curt Meyer-Clason, Beck- und Glückler Verlag, ISBN 3-924175-42-X
- Alcateia (1944; 1945);
  - verfilmt 2023 unter dem Titel A Hora dos Lobos (RTP-Fernsehfilm), Regie: Maria João Luís
- Pequenos Burgueses (1948; 2000);
  - Kleinbürger (1991), übersetzt von Curt Meyer-Clason, Beck- und Glückler Verlag, ISBN 3-924175-76-4
  - verfilmt 2023 unter dem Titel Jogos de Engano (RTP-Fernsehfilm), Regie: Rita Barbosa
- Uma Abelha na Chuva (1953; 2003);
  - Eine Biene im Regen (1988), übersetzt von Curt Meyer-Clason, Beck- und Glückler Verlag, ISBN 3-924175-41-1
  - verfilmt 1972 unter dem Titel Uma Abelha na Chuva, Regie: Fernando Lopes
- Finisterra: paisagem e povoamento (1978; 2003).

Chroniken
- O Aprendiz de Feiticeiro (1971, 1979).

Anthologien
- Poesias (1945-1960) (1962);
- Trabalho Poético (1976; 2003).

## Verfilmungen
- 1972: Uma Abelha na Chuva, Regie: Fernando Lopes – Werk: gleichnamiger Roman von 1953
- 1978: Veredas, Regie: João César Monteiro – Werk: aus Märchensammlung Contos Tradicionais Portugueses von 1957 (zusammen mit José Gomes Ferreira)
- 2023: A Hora dos Lobos (Fernsehfilm), Regie: Maria João Luís (Teil der RTP-Fernsehreihe Contado por Mulheres, Staffel 2, Episode 1) – Werk: Roman Alcateia von 1944
- 2023: Jogos de Engano (Fernsehfilm), Regie: Rita Barbosa (Teil der RTP-Fernsehreihe Contado por Mulheres, Staffel 2, Episode 5) – Werk: Roman Pequenos Burgueses von 1948